# Góry Gamburcewa

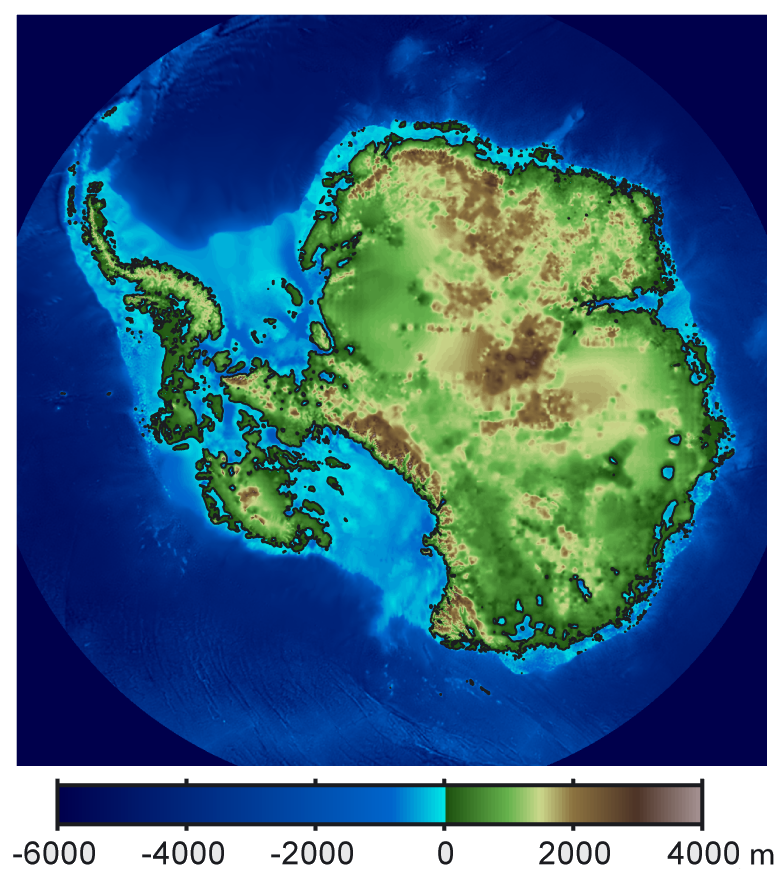
Topografia podłoża skalnego Antarktydy. Góry Gamburcewa są widoczne jako brunatny (wysoko położony) obszar w centrum Antarktydy Wschodniej.

Góry Gamburcewa – podlodowcowe pasmo górskie we wschodniej części Antarktydy, całkowicie pokryte przez lądolod antarktyczny. Góry pokrywają obszar o wymiarach co najmniej 700×250 km, podobny do Alp, a ich najwyższe szczyty przekraczają 2800 m n.p.m.;  znajdują się one pod lodową kopułą Dome A (Dome Argus), najwyższą na Antarktydzie. Pokrywający je lód mierzy od kilkuset do ponad 4000 m grubości.

## Odkrycie i badania
Pasmo to zostało niespodziewanie odkryte w 1958 podczas III Radzieckiej Ekspedycji Antarktycznej, dzięki badaniom sejsmicznym. Zostało nazwane na cześć radzieckiego sejsmologa i geofizyka, Grigorija Gamburcewa. Wnętrze Antarktydy Wschodniej było wcześniej uważane za nieaktywną tektonicznie archaiczną platformę kontynentalną, o generalnie płaskiej i niezróżnicowanej powierzchni. W 1974 Brytyjczycy, Amerykanie i Duńczycy przeprowadzili dokładniejsze badania, jednak wciąż pokrycie profilami było fragmentaryczne i brakowało trójwymiarowego obrazu gór.

## Geografia
Góry Gamburcewa przypominają europejskie Alpy nie tylko obszarem, ale także alpejską rzeźbą terenu. Posiadają one ostre granie i szczyty, dzielące je doliny są często V-kształtne, a nie U-kształtne, jak doliny poddane długotrwałemu działaniu lodowców górskich. W górach tych znajdują się także jeziora podlodowcowe i łączące je rzeki. Od strony północnej do gór sięga Ryft Lamberta, dolina ryftowa ukryta pod lądolodem wschodnioantarktycznym; badania wskazują także, że dolina ta kontynuuje się po wschodniej stronie gór, oddzielając je od podlodowcowych wzgórz w regionie jeziora Wostok.
Naukowcy uważają Góry Gamburcewa za matecznik lodowców, które zaczęły rozrastać się na Antarktydzie 34 miliony lat temu, pod koniec eocenu, po czym połączyły z lodowcami gór Ziemi Królowej Maud i pokryły cały kontynent. W tej części Antarktydy mógł się zachować także najstarszy lód na Ziemi, mający ponad 1,2 miliona lat. Wydobycie takich rdzeni lodowych pozwoliłoby odtworzyć historię zmian klimatu w znacznie dłuższym okresie, niż obecnie.

## Geologia
Pochodzenie Gór Gamburcewa stanowiło geologiczną zagadkę. Ostatnia kolizja kontynentalna na tym obszarze miała miejsce ok. 500 milionów lat temu; z tym obrazem kłóciło się istnienie gór o młodej rzeźbie terenu. Postulowano, że mogą one mieć charakter wulkaniczny, a utworzyła je plama gorąca, jednak na podstawie magnetometrii teza ta została wykluczona. Według hipotezy S. Coxa i S. Thompsona z University of Arizona część Gór Gamburcewa miałaby być pokryta lodem już od 300 mln lat, czyli od paleozoiku.
Współcześnie sądzi się, że historia geologiczna tych gór była następująca: orogen kolizyjny, który legł u podstaw dzisiejszych gór Gamburcewa, powstał miliard lat temu, gdy na Ziemi utworzył się superkontynent Rodinia. Utworzone wtedy szczyty zostały całkowicie zerodowane w następnych erach, pozostawiając jedynie zgrubienie litosfery, chłodne korzenie gór. W mezozoiku, gdy rozpadał się superkontynent Gondwany, uaktywniony został Wschodnioantarktyczny System Ryftowy i podniosła się temperatura litosfery. Góry zostały na nowo wypiętrzone; pocięły je rzeki i doliny lodowców, aż ostatecznie ok. 34 miliony lat temu pokrył je lód.
Gdyby tempo formowania się lądolodu Antarktydy Wschodniej było powolne, szczyty gór najprawdopodobniej zostałyby zerodowane i całe pasmo przypominałoby raczej wielki płaskowyż. Tempo erozji gór może być oszacowane pośrednio, poprzez badanie skał przetransportowanych z gór do Zatoki Prydza. Z analiz wynika, że jest ono o rząd wielkości niższe niż np. dla Alp. Wiąże się to z zachowaniem lodowców w zimnych klimatach, które nie erodują skał tak intensywnie, jak w cieplejszych strefach, a wręcz mogą pełnić funkcję ochronną. Rzeźba Gór Gamburcewa najprawdopodobniej nie ulegała już zmianom w ciągu ostatnich 14 milionów lat.